# Fri svømning
Fri svømning (i daglig tale blot betegnet fri) er en af de officielle svømmediscipliner ifølge FINA's regler. Fri svømning er ikke en stilart som f.eks. rygcrawl og brystsvømning. Den engelske betegnelse freestyle kan oversættes til fri stil, det er altså valgfrit hvordan man vil svømme. Ifølge "Australian Macquarie dictionary", er crawl den mest anvendte stilart, da det er den hurtigste måde at svømme på.
Der findes kun få regler for hvordan fri skal svømmes, og det er tilladt at skifte mellem forskellige stilarter, så længe en del af kroppen er over vandet under hele løbet, bortset fra de første 15 m efter starten og efter hver vending. Der er kun få måder at blive diskvalificeret på i fri svømning:
- tyvstart
- svømning under vandet, udover de første 15 m efter start og vendinger
- manglende berøring af kanten i en vending
- gang på bunden af bassinet
- manglende fuldførelse af løbet

Til internationale svømmestævner konkurreres der i 50 m, 100 m, 200 m, 400 m, 800 m og 1500 m. Tidligere svømmede kun kvinder 800 m, mens mændene svømmede 1500 m. Dette gælder stadig ved de olympiske svømmekonkurrencer. Til andre internationale stævner svømmer begge køn begge distancer. Ved små lokale svømmestævner i Danmark er det normalt at der svømmes 25 m fri.